# 최솔지
최솔지(1992년 ~)는 대한민국의 가수다. 2018년 싱글 《Flaw》로 데뷔했다.

## 학력
- 호원대학교 실용음악과 보컬

## 방송
- 슈퍼스타K 2016 (2016) - Top40

## 음반
- 슈퍼스타K 2016 #3 (2016)
- Flaw (2018)
- 너를 싫어하는 방법 OST (2019)
- 연 (2020)
- 언더커버 OST Special (2021)

## 작곡
- IO <You're Not Mine> (2022)